# Krótkoterminowe aktywa finansowe
Krótkoterminowe aktywa finansowe – zgodnie z ustawą o rachunkowości są to aktywa obrotowe płatne i wymagalne lub przeznaczone do zbycia w ciągu 12 miesięcy od dnia bilansowego lub od daty ich założenia, wystawienia lub nabycia. Przez krótkoterminowe aktywa finansowe rozumie się aktywa pieniężne (np. środki pieniężne w kasie lub na rachunku bankowym), instrumenty kapitałowe wyemitowane przez inne jednostki (np. udziały lub akcje), a także wynikające z kontraktu prawo do otrzymania aktywów pieniężnych (np. udzielone pożyczki) lub wymiany instrumentów finansowych z inną jednostką na korzystnych warunkach (np. umowa forward).